# Domino (Canada)
Domino is een voornamelijk door Inuit bewoond gehucht in de Canadese provincie Newfoundland en Labrador. De plaats ligt op het Island of Ponds, een eiland vlak voor de Atlantische kust van Labrador.

## Geografie
Het plaatsje ligt in het uiterste noordoosten van het Island of Ponds aan een inham genaamd Salmon Bight. Een kilometer ten zuidoosten van Domino ligt het dorp Black Tickle, de enige andere plaats op het eiland. Samen vormen ze het local service district Black Tickle-Domino.